# Amphimedon zamboangae
Amphimedon zamboangae är en svampdjursart som först beskrevs av Claude Lévi 1961.  Amphimedon zamboangae ingår i släktet Amphimedon och familjen Niphatidae.
Artens utbredningsområde är Filippinerna. Inga underarter finns listade i Catalogue of Life.